# طريق الشر (فلم 1995)
طريق الشر هو فيلمٌ مصريٌ أُنتج عام 1995.

## قصة الفيلم
يسعى العقيد سليمان الدهشان (حسين الشربيني) للقبض على المجرم جابر زعيم المطاريد (محمد الدفراوي)، ويلقي القبض على عادل (عزت العلايلي) ابن أخ جابر، وهو شابٌ طيبٌ يحاول إقناع عمه جابر أن يترك الإجرام. إلا أن عادلاً متهمٌ ظلماً بقتل سعيد، ويسعى أهل سعيد للقصاص منه.
يشن العقيد سليمان حملة على وكر المطاريد، وينجح في القبض عليهم، ويُصاب جابر، ويُنقل للمستشفى للعلاج. لكن عادلاً يتمكن من الهرب.
يقوم عادل باختطاف وردة (سلوى خطاب) ابنة العقيد سليمان، لكي يضغط على العقيد ليفرج عن عمه. لكنه عمه المريض يعترف، وهو في الرمق الأخير، بأنه هو من قتل سعيداً. ثم يقوم عادل بإعادة وردة إلى أبيها.

## وصلات خارجية
- مقالات تستعمل روابط فنية بلا صلة مع ويكي بيانات
- طريق الشر على الدهليز
- طريق الشر على كاروهات